# Club Escacs Figueres
El Club Escacs Figueres és una entitat esportiva dels escacs fundat el 1994 com a resultat de la fusió de dos històrics clubs figuerencs: El Club Escacs Royal (ubicat al Cafè Royal de la Rambla i fundat l'any 1932) i la Penya d'Escacs Sant Jordi (ubicada al Casino Menestral i fundada l'any 1956). La Penya va néixer com a secció del Casino Menestral l'any 1956, encara que fou creada com a entitat esportiva l'any 1935. El primer equip del club ha assolit diverses temporades jugar a la Divisió d'Honor de la Lliga Catalana d'Escacs. El club disposa d'una escola d'escacs, i els seus alumnes participen habitualment als campionats de Catalunya d'edats. Des del 1999 el C.E.Figueres organitza l'Obert Internacional d'Escacs de Figueres Miquel Mas que es juga al Castell de Sant Ferran i que és computable pel Circuit Català d'Oberts.
El Club ha aconseguit quedar campió de Segona i Primera Categoria Provincial (aquesta en 4 ocasions, assolint en una d'elles també el Campionat de Catalunya). També ha aconseguit guanyar el campionat de Segona i Primera Divisió Catalana. Aquest darrer èxit aconseguit el 1998 va comportar l'ascens a Divisió d'Honor. El primer any a Divisió d'Honor, el Club no només va salvar la categoria sinó que va obtindre el sisè lloc absolut de Catalunya, aconseguint la classificació pel Campionat d'Espanya (Menorca, 1999). En el segon any a la Divisió d'Honor, es va acabar en cinquè lloc absolut de Catalunya (la millor classificació de la història del club), i també es va aconseguir plaça pel Campionat d'Espanya (Barcelona, 2000). L'any 2003, després de 5 temporades consecutives a la màxima categoria dels escacs catalans, es va baixar a Primera Divisió. Però amb només 3 anys, s'ha aconseguit tornar a recuperar la Divisió d'Honor quedant el 2006 campions del Grup II, i subcampions de Catalunya de Primera Divisió, perdent tan sols 1 matxs dels onze disputats.
L'octubre de 2014, l'equip Sub-16 va ser tercer en el Campionat de Catalunya per equips d'edats disputat a l'Ametlla de Mar. El desembre de 2014, el Club Escacs Figueres aconsegueix tres podis en el Campionat de Catalunya d'Escacs Actius d'Edats i el destacat tercer lloc aconseguit per l'equip sub-8, integrat per Pep Roura, Gonzalo Pano i Nicolas Consalvo.